# A Tokelau-szigetek zászlaja
Mivel Tokelau Új-Zélandhoz tartozó korlátozott önállóságú terület, az új-zélandi zászló a szigetek hivatalos zászlaja. Ennek ellenére, a helyi parlament – a General Fono – 2008 májusában jóváhagyott egy saját zászlót. Ezt a zászlót még nem használják hivatalosan széles körben. Bevezetését 2009 októberére tervezik. Új-Zéland főkormányzója – Sir Anand Satyanand – 2009. szeptember 7-én mutatta be Tokelau első hivatalos zászlaját.

## 1989-es tervezet

Tokelau 1989-es nem hivatalos zászlaja

1989-ben egy hivatalossá nem vált zászlóra tett Tokelau javaslatot. A zászlón a kék szín a Csendes-óceánt szimbolizálja. A pálmafa a helyi flórát, a három csillag pedig az atollokat, Atafut, Fakaofót és Nukunonut jelképezi.

## 2007-es tervezet
2007 júniusában a helyi parlament határozatot hozott egy majdani zászlóról. A zászló egy stilizált polinéz kenut ábrázol négy csillaggal. A csillagok a három fő szigetet és a hivatalosan Amerikai Szamoához tartozó, de Tokelau által is követelt, Swains-szigetet jelképezik Mivel az önrendelkezésről szóló 2007-es népszavazáson nem sikerült az abszolút többség megszerzése, a zászló nem vált hivatalossá.

## Végleges zászló
2008 májusában a General Fono jóváhagyta a Tokelau nemzeti jelképeinek végleges terveit. A zászló nagy vonalakban követi a 2007-es terveket, de a négy csillagot nem a szigetek földrajzi elhelyezkedésének, hanem a Dél Keresztje csillagképnek alapján rendezi el. Ezt a zászlót hagyta jóvá a királynő és mutatta be Új-Zéland főkormányzója.